# Coleophora
Coleophora é um gênero de mariposa pertencente à família Coleophoridae.

## Espécies
- Coleophora aasperseola
- Coleophora absinthii
- Coleophora absinthivora
- Coleophora acamtopappi
- Coleophora acanthyllidis
- Coleophora accordella
- Coleophora acerosa
- Coleophora achaenivora
- Coleophora achilleae
- Coleophora acrisella
- Coleophora acuminatoides
- Coleophora acutipennella
- Coleophora acutiphaga
- Coleophora adelogrammella
- Coleophora adjectella
- Coleophora adjunctella
- Coleophora adspersella
- Coleophora aegyptiacae
- Coleophora aenusella
- Coleophora aequalella
- Coleophora aestuariella
- Coleophora aethiops
- Coleophora affiliatella
- Coleophora afrohispana
- Coleophora afrosarda
- Coleophora agenjoi
- Coleophora agilis
- Coleophora agnatella
- Coleophora agrianella
- Coleophora ahenella
- Coleophora alabama
- Coleophora alashiae
- Coleophora albarracinica
- Coleophora albella
- Coleophora albiantennaella
- Coleophora albicans
- Coleophora albicella
- Coleophora albicinctella
- Coleophora albicosta
- Coleophora albicostella
- Coleophora albidella
- Coleophora albilineella
- Coleophora albitarsella
- Coleophora albostraminata
- Coleophora albovanescens
- Coleophora albulae
- Coleophora alcyonipennella
- Coleophora alfacarensis
- Coleophora algeriensis
- Coleophora algidella
- Coleophora alhamaella
- Coleophora aliena
- Coleophora almeriensis
- Coleophora alniella
- Coleophora alnifoliae
- Coleophora alticolella
- Coleophora altivagella
- Coleophora amaranthella
- Coleophora amarchana
- Coleophora amellivora
- Coleophora amentastra
- Coleophora amygdalina
- Coleophora anabaseos
- Coleophora anatipennella
- Coleophora ancistron
- Coleophora angentialbella
- Coleophora anitella
- Coleophora annulicola
- Coleophora antennariella
- Coleophora antipennella
- Coleophora apicialbella
- Coleophora arctostaphyli
- Coleophora arefactella
- Coleophora arenbergerella
- Coleophora argentella
- Coleophora argenteonivea
- Coleophora argentifimbriata
- Coleophora argentula
- Coleophora argyrella
- Coleophora arizoniella
- Coleophora armeniae
- Coleophora artemisicolella
- Coleophora artemisiella
- Coleophora asperginella
- Coleophora astericola
- Coleophora asterifoliella
- Coleophora asteris
- Coleophora asterophagella
- Coleophora asterosella
- Coleophora asthenella
- Coleophora astragalella
- Coleophora atlantica
- Coleophora atriplicis
- Coleophora atriplicivora
- Coleophora atromarginata
- Coleophora attalicella
- Coleophora audeoudi
- Coleophora aularia
- Coleophora auricella
- Coleophora autumnella
- Coleophora badiipennella
- Coleophora bagorella
- Coleophora ballotella
- Coleophora barbaricina
- Coleophora basimaculella
- Coleophora basistrigella
- Coleophora bassii
- Coleophora bazae
- Coleophora bedella
- Coleophora bella
- Coleophora benedictella
- Coleophora benestrigatella
- Coleophora berbera
- Coleophora berdjanski
- Coleophora berlandella
- Coleophora beticella
- Coleophora betulaenanae
- Coleophora betulella
- Coleophora bidens
- Coleophora bidentella
- Coleophora biforis
- Coleophora bifrondella
- Coleophora bilineatella
- Coleophora bilineella
- Coleophora biminimmaculella
- Coleophora binderella
- Coleophora binotapennella
- Coleophora bipennella
- Coleophora biseriatella
- Coleophora bispinatella
- Coleophora bistrigella
- Coleophora bojalyshi
- Coleophora borea
- Coleophora boreella
- Coleophora bornicensis
- Coleophora botaurella
- Coleophora brevipalpella
- Coleophora breviuscula
- Coleophora brunneipennis
- Coleophora brunneosignata
- Coleophora burmanni
- Coleophora caelebipennella
- Coleophora caespititiella
- Coleophora calligoni
- Coleophora calycotomella
- Coleophora campella
- Coleophora campestriphaga
- Coleophora canadensisella
- Coleophora carelica
- Coleophora cartilaginella
- Coleophora castipennella
- Coleophora cecidophorella
- Coleophora centaureivora
- Coleophora cerasivorella
- Coleophora ceratoidis
- Coleophora certhiella
- Coleophora cervinella
- Coleophora chalcogrammella
- Coleophora chamaedriella
- Coleophora chambersella
- Coleophora changaica
- Coleophora charadriella
- Coleophora chiclanensis
- Coleophora chretieni
- Coleophora christenseni
- Coleophora chrysanthemi
- Coleophora ciconiella
- Coleophora ciliataephaga
- Coleophora cinerea
- Coleophora clypeiferella
- Coleophora cnossiaca
- Coleophora coarctataephaga
- Coleophora coenosipennella
- Coleophora cogitata
- Coleophora colutella
- Coleophora comptoniella
- Coleophora concolorella
- Coleophora confluella
- Coleophora congeriella
- Coleophora conspicuella
- Coleophora contrariella
- Coleophora conyzae
- Coleophora coracipennella
- Coleophora cornella
- Coleophora cornivorella
- Coleophora cornuta
- Coleophora cornutella
- Coleophora coronillae
- Coleophora corsicella
- Coleophora corticosa
- Coleophora corylifoliella
- Coleophora cracella
- Coleophora crassicornella
- Coleophora cratipennella
- Coleophora crepidinella
- Coleophora cretaticostella
- Coleophora cretensis
- Coleophora crinita
- Coleophora cristata
- Coleophora currucipennella
- Coleophora cyrniella
- Coleophora cythisanthi
- Coleophora deauratella
- Coleophora delibutella
- Coleophora delmastroella
- Coleophora demissella
- Coleophora dentatella
- Coleophora dentiferella
- Coleophora dentiferoides
- Coleophora depunctella
- Coleophora derasofasciella
- Coleophora derrai
- Coleophora detractella
- Coleophora deviella
- Coleophora dextrella
- Coleophora dianthi
- Coleophora dianthivora
- Coleophora didymella
- Coleophora dignella
- Coleophora dilabens
- Coleophora diluta
- Coleophora diogenes
- Coleophora directella
- Coleophora discomaculella
- Coleophora discordella
- Coleophora discostriata
- Coleophora dissecta
- Coleophora dissociella
- Coleophora dissona
- Coleophora ditella
- Coleophora drymidis
- Coleophora dubiella
- Coleophora duplicis
- Coleophora echinopsilonella
- Coleophora eichleri
- Coleophora elaeagnisella
- Coleophora elephantella
- Coleophora enchorda
- Coleophora entoloma
- Coleophora epijudaica
- Coleophora eremosparti
- Coleophora ericoides
- Coleophora erratella
- Coleophora etrusca
- Coleophora eupreta
- Coleophora eurasiatica
- Coleophora euryaula
- Coleophora excellens
- Coleophora expressella
- Coleophora exul
- Coleophora fagicorticella
- Coleophora falcigerella
- Coleophora femorella
- Coleophora feoleuca
- Coleophora fergana
- Coleophora festivella
- Coleophora filaginella
- Coleophora fiorii
- Coleophora flaviella
- Coleophora flavipennella
- Coleophora follicularis
- Coleophora frankii
- Coleophora franzi
- Coleophora fretella
- Coleophora fringillella
- Coleophora frischella
- Coleophora fuliginosa
- Coleophora fuscedinella
- Coleophora fuscicornis
- Coleophora fuscociliella
- Coleophora fuscocuprella
- Coleophora fuscolineata
- Coleophora galatellae
- Coleophora galbulipennella
- Coleophora galligena
- Coleophora gallipennella
- Coleophora gallivora
- Coleophora gallurella
- Coleophora gardesanella
- Coleophora gaviaepennella
- Coleophora gaylussaciella
- Coleophora genistae
- Coleophora gielisi
- Coleophora glaseri
- Coleophora glaucella
- Coleophora glaucicolella
- Coleophora glissandella
- Coleophora glitzella
- Coleophora gnaphalii
- Coleophora graeca
- Coleophora graminicolella
- Coleophora granifera
- Coleophora granulatella
- Coleophora granulosella
- Coleophora gredosella
- Coleophora griseomixta
- Coleophora gryphipennella
- Coleophora guadicensis
- Coleophora gulinovi
- Coleophora guttella
- Coleophora gymnocarpella
- Coleophora hackmani
- Coleophora halimionella
- Coleophora halocnemi
- Coleophora halophilella
- Coleophora halostachydis
- Coleophora haloxyli
- Coleophora haloxylonella
- Coleophora hartigi
- Coleophora haywardi
- Coleophora heinrichella
- Coleophora helianthemella
- Coleophora helichrysiella
- Coleophora hemerobiella
- Coleophora hemerobiola
- Coleophora hermanniella
- Coleophora hiberica
- Coleophora hieronella
- Coleophora hippodromica
- Coleophora horatioella
- Coleophora hornigi
- Coleophora hospitiella
- Coleophora hungariae
- Coleophora hydrolapathella
- Coleophora hypoxantha
- Coleophora hyssopi
- Coleophora ibipennella
- Coleophora ichthyura
- Coleophora idaeella
- Coleophora ignotella
- Coleophora immersa
- Coleophora immortalis
- Coleophora impalella
- Coleophora inconstans
- Coleophora indefinitella
- Coleophora infolliculella
- Coleophora infuscatella
- Coleophora insulicola
- Coleophora intermediella
- Coleophora internitens
- Coleophora inulae
- Coleophora inusitatella
- Coleophora involucrella
- Coleophora iperspinata
- Coleophora irroratella
- Coleophora isomoera
- Coleophora jaernaensis
- Coleophora jerusalemella
- Coleophora juglandella
- Coleophora juncicolella
- Coleophora jynxella
- Coleophora kahaourella
- Coleophora kalmiella
- Coleophora kargani
- Coleophora kasyi
- Coleophora katunella
- Coleophora kautzi
- Coleophora kearfottella
- Coleophora keireuki
- Coleophora klimeschiella
- Coleophora kolymella
- Coleophora korbi
- Coleophora kroneella
- Coleophora kuehnella
- Coleophora kurokoi
- Coleophora kyffhusana
- Coleophora lacera
- Coleophora laconiae
- Coleophora ladonia
- Coleophora lapidicornis
- Coleophora laricella — Larch Casebearer
- Coleophora lassella
- Coleophora laticornella — Pecan Cigar Casebearer
- Coleophora laticostella
- Coleophora latronella
- Coleophora laurentella
- Coleophora lebedella
- Coleophora ledi
- Coleophora lenae
- Coleophora lentella
- Coleophora leonensis
- Coleophora lessinica
- Coleophora leucapennella
- Coleophora leucapennis
- Coleophora leucochrysella (extinta)
- Coleophora levantis
- Coleophora lewandowskii
- Coleophora limosipennella
- Coleophora lineapulvella
- Coleophora lineata
- Coleophora lineolea
- Coleophora linosyridella
- Coleophora linosyris
- Coleophora lithargyrinella
- Coleophora littorella
- Coleophora lixella
- Coleophora lonchodes
- Coleophora longicornella
- Coleophora loti
- Coleophora luciennella
- Coleophora lunensis
- Coleophora lusciniaepennella
- Coleophora lusitanica
- Coleophora lutatiella
- Coleophora luteocostella
- Coleophora luteolella
- Coleophora lutipennella
- Coleophora lycii
- Coleophora macedonica
- Coleophora macilenta
- Coleophora macrobiella
- Coleophora magyarica
- Coleophora malatiella
- Coleophora malivorella
- Coleophora maneella
- Coleophora manitoba
- Coleophora marcella
- Coleophora maritella
- Coleophora maritimella
- Coleophora mausolella
- Coleophora mayrella
- Coleophora mcdunnoughiella
- Coleophora medelichensis
- Coleophora mediterranea
- Coleophora melanograpta
- Coleophora mendica
- Coleophora meridionella
- Coleophora microalbella
- Coleophora micromeriae
- Coleophora micronotella
- Coleophora microxantha
- Coleophora millefolii
- Coleophora milvipennis
- Coleophora minipalpella
- Coleophora minoica
- Coleophora moehringiae
- Coleophora moeniacella
- Coleophora monardae
- Coleophora monardella
- Coleophora mongetella
- Coleophora monteiroi
- Coleophora morosa
- Coleophora motacillella
- Coleophora multicristatella
- Coleophora murciana
- Coleophora murinella
- Coleophora musculella
- Coleophora nanophyti
- Coleophora narbonensis
- Coleophora necessaria
- Coleophora neli
- Coleophora nemorella
- Coleophora nesiotidella
- Coleophora nevadella
- Coleophora nigricella
- Coleophora nigridorsella
- Coleophora nigrostriata
- Coleophora nikiella
- Coleophora niveiciliella
- Coleophora niveicostella
- Coleophora niveistrigella
- Coleophora nomgona
- Coleophora nubivagella
- Coleophora numeniella
- Coleophora nutantella
- Coleophora obducta
- Coleophora obscenella
- Coleophora obscuripalpella
- Coleophora obtectella
- Coleophora obviella
- Coleophora occasi
- Coleophora occatella
- Coleophora occitana
- Coleophora ochrea
- Coleophora ochripennella
- Coleophora ochroflava
- Coleophora ochroneura
- Coleophora ochrostriata
- Coleophora octagonella
- Coleophora odorariella
- Coleophora olympica
- Coleophora onobrychiella
- Coleophora ononidella
- Coleophora onopordiella
- Coleophora onosmella
- Coleophora orbitella
- Coleophora oriolella
- Coleophora ornatipennella
- Coleophora orotavensis
- Coleophora ortneri
- Coleophora ostryae
- Coleophora otidipennella
- Coleophora otitae
- Coleophora paeltsaella
- Coleophora pagmana
- Coleophora paludoides
- Coleophora pappiferella
- Coleophora paradoxella
- Coleophora paradrymidis
- Coleophora paramayrella
- Coleophora parenthella
- Coleophora paripennella
- Coleophora parthenica
- Coleophora partitella
- Coleophora patzaki
- Coleophora pechi
- Coleophora peisoniella
- Coleophora pellicornella
- Coleophora pennella
- Coleophora peri
- Coleophora peribenanderi
- Coleophora perigrinaevorella
- Coleophora perplexella
- Coleophora persimplexella
- Coleophora peterseni
- Coleophora phlomidella
- Coleophora phlomidis
- Coleophora physophorae
- Coleophora picardella
- Coleophora pilicornis
- Coleophora pilion
- Coleophora pinkeri
- Coleophora piperata
- Coleophora plicipunctella
- Coleophora plumbella
- Coleophora plurifoliella
- Coleophora poecilella
- Coleophora polemoniella
- Coleophora polonicella
- Coleophora polycarpaeae
- Coleophora polynella
- Coleophora pontica
- Coleophora portulacae
- Coleophora potentillae
- Coleophora praecursella
- Coleophora pratella
- Coleophora preisseckeri
- Coleophora prepostera
- Coleophora protecta
- Coleophora pruniella
- Coleophora prunifoliae
- Coleophora pseudociconiella
- Coleophora pseudodirectella
- Coleophora pseudoditella
- Coleophora pseudolinosyris
- Coleophora pseudopoecilella
- Coleophora pseudorepentis
- Coleophora pseudosquamosella
- Coleophora ptarmica
- Coleophora pterosparti
- Coleophora puberuloides
- Coleophora pulchricornis
- Coleophora pulmonariella
- Coleophora punctulatella
- Coleophora pyrenica
- Coleophora pyrrhulipennella
- Coleophora quadrifariella
- Coleophora quadrilineella
- Coleophora quadristraminella
- Coleophora quadristrigella
- Coleophora quadruplex
- Coleophora quercicola
- Coleophora querciella
- Coleophora qulikushella
- Coleophora ramitella
- Coleophora ramosella
- Coleophora ravillella
- Coleophora rectilineella
- Coleophora remizella
- Coleophora repentis
- Coleophora retifera
- Coleophora rhanteriella
- Coleophora ribasella
- Coleophora riffelensis
- Coleophora rosacella
- Coleophora rosaefoliella
- Coleophora rosaevorella
- Coleophora rudella
- Coleophora rugosae
- Coleophora rupestrella
- Coleophora sabulella
- Coleophora sacramenta
- Coleophora salicivorella
- Coleophora salicorniae
- Coleophora salinella
- Coleophora salinoidella
- Coleophora salsolella
- Coleophora salviella
- Coleophora samarensis
- Coleophora santolinella
- Coleophora saponariella
- Coleophora sardiniae
- Coleophora sardocorsa
- Coleophora sarehma
- Coleophora sattleri
- Coleophora saturatella
- Coleophora saxicolella
- Coleophora scabrida
- Coleophora scaleuta
- Coleophora schmidti
- Coleophora semicinerea
- Coleophora seminalis
- Coleophora seminella
- Coleophora sergiella
- Coleophora serinipennella
- Coleophora serpylletorum
- Coleophora serratella
- Coleophora serratulella
- Coleophora settarii
- Coleophora sexdentatella
- Coleophora shaleriella
- Coleophora sibiricella
- Coleophora siccifolia
- Coleophora silenella
- Coleophora simulans
- Coleophora singreni
- Coleophora sisteronica
- Coleophora sodae
- Coleophora soffneriella
- Coleophora solenella
- Coleophora solidaginella
- Coleophora solitariella
- Coleophora soriaella
- Coleophora sparsiatomella
- Coleophora sparsipulvella
- Coleophora sparsipuncta
- Coleophora spinella — Apple-and-Plum Casebearer
- Coleophora spiraeella
- Coleophora spissicornis
- Coleophora spumosella
- Coleophora squalorella
- Coleophora squamella
- Coleophora squamosella
- Coleophora stachi
- Coleophora staehelinella
- Coleophora stegosaurus
- Coleophora stepposa
- Coleophora sternipennella
- Coleophora stramentella
- Coleophora striatipennella
- Coleophora strigosella
- Coleophora striolatella
- Coleophora struella
- Coleophora strutiella
- Coleophora suaedae
- Coleophora suaedicola
- Coleophora subapicis
- Coleophora subula
- Coleophora succursella
- Coleophora sumptuosa
- Coleophora superlonga
- Coleophora supinella
- Coleophora svenssoni
- Coleophora sylvaticella
- Coleophora tadzhikiella
- Coleophora taeniipennella
- Coleophora tamesis
- Coleophora tanaceti
- Coleophora tanitella
- Coleophora taurica
- Coleophora tauricella
- Coleophora taygeti
- Coleophora teheranella
- Coleophora telonica
- Coleophora teneriffella
- Coleophora tenuis
- Coleophora teredo
- Coleophora texanella
- Coleophora therinella
- Coleophora thulea
- Coleophora thurneri
- Coleophora thymi
- Coleophora tiliaefoliella
- Coleophora timarella
- Coleophora tolli
- Coleophora tornata
- Coleophora totanae
- Coleophora tractella
- Coleophora traganella
- Coleophora transcaspica
- Coleophora traugotti
- Coleophora tremefacta
- Coleophora tremula
- Coleophora treskaensis
- Coleophora trichopterella
- Coleophora tricolor
- Coleophora tridentifera
- Coleophora trientella
- Coleophora trifariella
- Coleophora trifolii
- Coleophora trigeminella
- Coleophora trilineella
- Coleophora tringella
- Coleophora triplicis
- Coleophora trochilella
- Coleophora tshiligella
- Coleophora tshogoni
- Coleophora tundrosa
- Coleophora turbatella
- Coleophora turolella
- Coleophora tyrrhaenica
- Coleophora ucrainae
- Coleophora uliginosella
- Coleophora ulmifoliella
- Coleophora umbratica
- Coleophora unigenella
- Coleophora unipunctella
- Coleophora unistriella
- Coleophora univittella
- Coleophora uralensis
- Coleophora vacciniella
- Coleophora vaccinivorella
- Coleophora vagans
- Coleophora valesianella
- Coleophora vancouverensis
- Coleophora vanderwolfi
- Coleophora varensis
- Coleophora variicornis
- Coleophora ventadelsolella
- Coleophora vermiculatella
- Coleophora vernoniaeella
- Coleophora versurella
- Coleophora vestalella
- Coleophora vestianella
- Coleophora vibicella
- Coleophora vibicigerella
- Coleophora viburniella
- Coleophora vicinella
- Coleophora vigilis
- Coleophora violacea
- Coleophora virgatella
- Coleophora virgaureae
- Coleophora viridicuprella
- Coleophora viscidiflorella
- Coleophora vitisella
- Coleophora vivesella
- Coleophora vulnerariae
- Coleophora vulpecula
- Coleophora wockeella
- Coleophora wolschrijni
- Coleophora wyethiae
- Coleophora yomogiella
- Coleophora zelleriella
- Coleophora zernyi
- Coleophora zhusani
- Coleophora zhusguni
- Coleophora zukowskii